# Поляков, Владимир Георгиевич (онколог)
Владимир Георгиевич Поляков (род. 14 сентября 1949 года) — советский и российский учёный-онколог, специалист в области детской онкологии, академик РАМН (2011), академик РАН (2013).

## Биография
Родился 14 сентября 1949 года.
В 1973 году — окончил педиатрический факультет 2-го Московского государственного медицинского института имени Н. И. Пирогова, затем до 1975 года обучался в клинической ординатуре.
С 1976 года по настоящее время — работает в Российском онкологическом научном центре имени Н. Н. Блохина, где прошел путь от врача до руководителя единственного в России отделения для детей с опухолями головы и шеи (с 1994 года), а с 2006 года — руководитель отдела общей онкологии, состоящий из отделений опухолей головы и шеи, опухолей торако-абдоминальной локализации и опухолей опорно-двигательного аппарата.
С 2001 года — заместитель директора НИИ детской онкологии и гематологии РОНЦ имени Н. Н. Блохина по научной работе.
В 1980 году — защитил кандидатскую диссертацию, тема: «Злокачественные опухоли ЛОР-органов у детей».
В 1992 году — защитил докторскую диссертацию, тема: «Клинические аспекты диагностики и лечения детей с саркомами мягких тканей головы и шеи».
В 1997 году — присвоено учёное звание профессора.
В 2005 году избран членом-корреспондентом РАМН, в 2011 году — академиком РАМН, в 2013 — академиком РАН.
В 2005 году — избран членом-корреспондентом РАМН.
В 2011 году — избран академиком РАМН.
В 2013 году — стал академиком РАН (в рамках присоединения РАМН и РАСХН к РАН).
В 2013 году — стал сооснователем Клиники 12, московского медицинского центра, основанного сотрудниками НМИЦ им. Н.Н. Блохина. В Клинике 12 академик Поляков продолжает заниматься созданием программ по лечению детских онкологических заболеваний.  

## Научная деятельность
Видный ученый в области детской онкологии.
С 2005 года заведует кафедрой детской онкологии Российской Медицинской Академии последипломного образования.
Параллельно с работой в НИИ детской онкологии и гематологии РОНЦ продолжает практическую и преподавательскую деятельность на кафедре детской отоларингологии РГМУ имени Н. И. Пирогова, где преподает педиатрическую онкологию для студентов.
Автор более 500 печатных работ, посвященных самым различным аспектам организации, диагностики, дифференциальной диагностики и комплексного лечения детей с онкологическими заболеваниями, автор и соавтор коллективных монографий (в том числе учебников и руководств по детской онкологии), множества методических рекомендаций и медицинских пособий.
Кроме проблем хирургического лечения в сфере интересов находятся вопросы полихимиотерапии, разработка методов поддерживающей и сопроводительной терапии, разработка интенсивных программ лечения. В отечественной педиатрической онкологии создано новое направление в решении диагностических и лечебных задач очень сложной патологии — опухолей головы и шеи. Результаты диагностики и лечения злокачественных опухолей головы и шеи являются приоритетными для России и находят отражение в публикациях, докладах на различных форумах в стране и за рубежом, в диссертационных исследованиях. Разработаны и внедрены в практику современные протоколы, включающие хирургические вмешательства в комбинации с лучевой и полихимиотерапией. Разработка методов комплексного лечения позволила добиться возможности проведения органосохраняющих операций у больных с опухолями глаза и орбиты, щитовидной железы, саркомами мягких тканей и костей, печени и почек. Отдельный интерес представляют разработки по диагностике и лечению рака щитовидной железы, а также пигментных новообразований кожи.
Под его руководством защищено 4 докторских и 22 кандидатских диссертации.
Более 10 лет является главным детским онкологом Минздрава РФ, проводит огромную организационную работу, участвует в создании и реформировании службы детской онкологии в нашей стране, подготовке к изданию нормативных документов и Приказов Минздравсоцразвития.
Главный редактор журнала «Онкопедиатрия», член редколлегии журналов «Вестник онкологии РОНЦ», «Педиатрическая фармакология», «Детская хирургия», «Клиническая и экспериментальная тиреоидология», «Поддерживающая терапия в онкологии», «Опухоли головы и шеи», «Вестник РОНЦ им. Н. Н. Блохина», «Journal of Clinical Oncology».

## Награды
- Медаль ордена «За заслуги перед Отечеством» II степени (2002)[5]
- Почётная грамота Российской академии наук (9 сентября 2024) — за многолетний плодотворный труд, значительный вклад в развитие медицинской науки в области детской онкологии, успешную научно-организационную деятельность, подготовку научных кадров высшей квалификации и в связи с юбилеем